# Fredrika socken
Fredrika socken ligger i Lappland, ingår sedan 1974 i Åsele kommun och motsvarar från 2016 Fredrika distrikt.
Socknens areal är 1 188,40 kvadratkilometer, varav 1 131,80 land. År 2000 fanns här 541 invånare. Tätorten och kyrkbyn Fredrika med sockenkyrkan Fredrika kyrka ligger i socknen. 

## Administrativ historik
Fredrika församling bildades 25 november 1795 som ett kapellag i Åsele församling och blev i maj 1799 annexförsamling samtidigt som namnet ändrades från det tidigare Viska socken. Mindre delar av socknen överfördes 1868 till Anundsjö socken och Björna socken.
När 1862 års kommunreform genomfördes i Lappland 1874/1875 övergick socknens ansvar för de kyrkliga frågorna till Fredrika församling och för de borgerliga frågorna bildades Fredrika landskommun. Landskommunen uppgick 1974 i Åsele kommun.  Församlingen uppgick 2010 i Åsele-Fredrika församling.
1 januari 2016 inrättades distriktet Fredrika, med samma omfattning som församlingen hade 1999/2000.
Socknen har tillhört fögderier, tingslag och domsagor enligt vad som beskrivs i artikeln Lappland.

## Geografi
Fredrika socken ligger kring Gideälven och Lögdeälven. Socknen är en myr- och sjörik kuperad skogsbygd med höjder som i Klippen når 605 meter över havet.
Nationalparken Björnlandet ligger här.
Området är även känt som (marknadsförs som) Drottninglandet, efter drottningen som gav namn åt orten/socknen.

## Fornlämningar
Boplatser från stenåldern är funna och fångstgropar har påträffats.

## Namnet
Namnet kommer drottning Fredrika Dorotea Vilhelmina, Gustav IV Adolfs gemål. Det tidigare namnet Viska kom från samiskans Vistege, 'platsen som är rik på renlav'.

## Befolkningsutveckling
| Befolkningsutvecklingen i Fredrika socken 1810–1990                                                      | Befolkningsutvecklingen i Fredrika socken 1810–1990 | Befolkningsutvecklingen i Fredrika socken 1810–1990 | Befolkningsutvecklingen i Fredrika socken 1810–1990 | Befolkningsutvecklingen i Fredrika socken 1810–1990 |
| --- | --------------------------------------------------- | --------------------------------------------------- | --------------------------------------------------- | --------------------------------------------------- |
| |                                                     |                                                     |                                                     |                                                     |
| År |                                                     |                                                     | Folkmängd                                           |                                                     |
| 1810 | 1810                                                |                                                     | 441                                                 |                                                     |
| 1820 | 1820                                                |                                                     | 473                                                 |                                                     |
| 1830 | 1830                                                |                                                     | 591                                                 |                                                     |
| 1840 | 1840                                                |                                                     | 686                                                 |                                                     |
| 1850 | 1850                                                |                                                     | 833                                                 |                                                     |
| 1860 | 1860                                                |                                                     | 1 050                                               |                                                     |
| 1870 | 1870                                                |                                                     | 761                                                 |                                                     |
| 1880 | 1880                                                |                                                     | 923                                                 |                                                     |
| 1890 | 1890                                                |                                                     | 1 069                                               |                                                     |
| 1900 | 1900                                                |                                                     | 1 224                                               |                                                     |
| 1910 | 1910                                                |                                                     | 1 424                                               |                                                     |
| 1920 | 1920                                                |                                                     | 1 557                                               |                                                     |
| 1930 | 1930                                                |                                                     | 1 631                                               |                                                     |
| 1940 | 1940                                                |                                                     | 1 807                                               |                                                     |
| 1950 | 1950                                                |                                                     | 1 734                                               |                                                     |
| 1960 | 1960                                                |                                                     | 1 603                                               |                                                     |
| 1970 | 1970                                                |                                                     | 1 081                                               |                                                     |
| 1980 | 1980                                                |                                                     | 843                                                 |                                                     |
| 1990 | 1990                                                |                                                     | 623                                                 |                                                     |
| Anm: Källor: Umeå universitet - Tabellverket 1749-1859, Demografiska databasen, CEDAR, Umeå universitet. |                                                     |                                                     |                                                     |                                                     |